# Nordstaaten

Die Nordstaaten (blau, davon hellblau für Nordstaaten mit Sklaverei)

Mit Nordstaaten (seltener Unionsstaaten, US-amerikanische Bezeichnung: Union) werden jene Staaten der USA bezeichnet, die sich 1860/1861 weiterhin zu den Vereinigten Staaten bekannten, als sich elf Südstaaten abgespalten hatten und die Konföderierten Staaten von Amerika gründeten. Unentschlossene bzw. neutrale Staaten wie Maryland oder Kentucky wurden von beiden Parteien unter Druck gesetzt, sich der einen oder der anderen Seite anzuschließen.
Nach dem Einmarsch konföderierter Truppen in Maryland schloss sich dieser Staat im Interesse der Selbstverteidigung seiner eigenstaatlichen Rechte den Nordstaaten an, obwohl man in vielerlei Hinsicht mit dem Süden sympathisierte – eine Loslösung von der Union kam für Maryland jedoch nicht in Frage.
Der Begriff „Nordstaaten“ ist allerdings teilweise umstritten und kann auch als Kulturraum gesehen werden. Zum Kulturraum „Südstaaten“ zählen dann Maryland und Delaware, mit Abstrichen auch Kentucky und West Virginia (das sich genau deswegen abspaltete). Kalifornien beispielsweise kann aufgrund seiner Lage im Westen der USA geographisch nicht als „Nordstaat der USA“ gelten. Politisch stand es während des Bürgerkrieges jedoch auf der Seite der Union.
Die Nordstaaten sahen sich in der Legitimation und in der Kontinuität der zuvor bestehenden politischen Einheit als die durch sie weiter bestehende Union, sodass Union auch zum synonymen Begriff für die Nordstaaten bei ihren Anhängern und den feindlichen Konföderierten wurde.
Die Einteilung in Nord- und Südstaaten hat sich bis heute gehalten und begründet einen sozio-kulturellen Gegensatz, der sich durch alle Gesellschaftsschichten und Parteien zieht und seit der Phase der Reconstruction unausgesprochen jede Politik zwischen den Einzelstaaten und dem Bund polarisiert. Nur im Westen der USA, der im Amerikanischen Bürgerkrieg kaum eine Rolle spielte, ist diese Einteilung nicht anwendbar.
Die Mason-Dixon-Linie, die nach dem Astronomen Charles Mason und dem Vermesser Jeremiah Dixon benannt wurde, bildet im allgemeinen Sprachgebrauch traditionell die Grenze zwischen den Nord- und den Südstaaten, obwohl ein Staat der Nordstaaten (Maryland) und sogar der District of Columbia inklusive der Stadt Washington südlich dieser Linie liegen.